# Joaquim Salarich i Torrents
Joaquim Salarich i Torrents (Vic, Osona, 8 de setembre de 1895 - Barcelona, Barcelonès, 7 de juliol de 1978) va ser un metge català.

## Biografia
Era fill de Josep Salarich i Giménez, germà de Miquel dels Sants Salarich i Torrents, i net de Joaquim Salarich i Verdaguer. Després de fer els primers estudis a Vic es traslladà a Barcelona a estudiar medicina, i aconseguí la llicenciatura l'any 1918. Posteriorment, l'any 1961, es va doctorar amb una tesi sobre la perforació intestinal tífica. Entre els anys 1918 i 1922 va col·laborar amb el professors Ramon i Torres i Casanova a la Càtedra de Cirurgia de la Facultat de Medicina barcelonina. Va contribuir a la fundació de la Societat Catalana de Cirurgia, especialitat mèdica a la qual va consagrar la seva activitat professional, exercint a l'Hospital Comarcal de Vic i a l'Hospital d'Infecciosos de Barcelona. En esclatar la Guerra Civil serví com a metge militar en l'exèrcit del govern de Burgos, i ascendí a capità el 13 de març de 1938.
Treballà als hospitals militars de Villarobled, de Pamplona i de Cestona. Després va exercir, com a comandant metge, a l'Hospital Militar de Barcelona. El 1954 va ingressar a la Reial Acadèmia de Medicina de Barcelona, amb un discurs sobre “La perforación intestinal. Nuestra experiencia en 71 enfermos operados”, que va ser contestat pel doctor García Tornel. En aquesta institució va formar part de diverses juntes directives, i l'any 1963 n'esdevingué bibliotecari i arxiver. Va ser un dels funadors de la revista Ars Medica i va participar activament en els congressos de metges de llengua catalana, així com en el Primer Congrés Internacional d'Història de la Medicina Catalana (1970). Tingué una actuació molt destacada a la Mutual Mèdica de Catalunya i Balears, essent-ne president de 1956 a 1976.
Al llarg de la seva vida va col·laborar en revistes mèdiques com  La Medicina Catalana , Annals dels Hospitals Comarcals  que va dirigir, Publicaciones del Hospital Municipal de Infecciosos, Anales de Medicina y Cirugía  i altres.
Morí a Barcelona el 7 de juliol de 1978